# Kindereisenbahn Plowdiw
| Zug im Bahnhof Pionier (2019) |                     |                                       |                                       |
| Streckenverlauf |                     |                                       |                                       |
| Streckenlänge: | 1,090 km            |                                       |                                       |
| Spurweite: | 600 mm (Schmalspur) |                                       |                                       |
| |                     |                                       |                                       |
| \| \| 0,00 \| Bahnhof Panorama гара Панорама \| Bahnhof Panorama гара Панорама \| \| \| \| Haltepunkt Sneschanka спирка Снежанка \| \| \| \| \| Kreiskehrtunnel \| \| \| \| \| \| \| \| \| \| Brücke \| \| \| \| 1,09 \| Bahnhof Pionier гара Пионер \| Bahnhof Pionier гара Пионер \| |                     |                                       |                                       |
| Kopfbahnhof Streckenanfang | 0,00                | Bahnhof Panorama гара Панорама        | Bahnhof Panorama гара Панорама        |
| Haltepunkt / Haltestelle |                     | Haltepunkt Sneschanka спирка Снежанка | Haltepunkt Sneschanka спирка Снежанка |
| Strecke von rechts und von rechts |                     | Kreiskehrtunnel                       | Kreiskehrtunnel                       |
| Bahnübergang |                     |                                       |                                       |
| Brücke |                     | Brücke                                | Brücke                                |
| Kopfbahnhof Streckenende | 1,09                | Bahnhof Pionier гара Пионер           | Bahnhof Pionier гара Пионер           |

Die Kindereisenbahn Plowdiw  (bulgarisch Детска железница Пловдив, Detska schelesniza Plowdiw) ist eine schmalspurige Kindereisenbahn im Jugendhügelpark (Младежки хълм, Mladeschki khalm) in Plowdiw, der zweitgrößten Stadt Bulgariens. Sie verläuft auf einer 1090 m langen, eingleisigen Strecke mit einer Spurweite von 600 mm zwischen zwei Kopfbahnhöfen.

## Geschichte
Die Bahn wurde von der Konstruktionsabteilung von Transstroja (Трансстроя) in Plowdiw unter der Leitung von Wsasil Jotschkow und der Eisenbahnabteilung von Plowdiw unter der Leitung von Angel Dimitrow als Pioniereisenbahn geplant. Der Bau begann am 21. April 1979. Er wurde von Schülern und Studenten mit Unterstützung der Bewohner von Plowdiw zum 35-jährigen Jubiläum der Dimitrow-Pionierorganisation Septemwrijtsche (ДПО Септемврийче) und für die erste Versammlung Friedensfahne (Snamja mira, Знамя мира) errichtet. Gleis- und Wagenmaterial stammten von der 1954 stillgelegten Schmalspurbahn von Kotscherinowo zum Kloster Rila. Die Wagen wurden später ersetzt.
Die Strecke ist 1090 m lang und hat eine Spurweite von 600 mm. Sie wurde am 23. September 1979, dem jährlichen Feiertag der DPO Septemwrijtsche, als Kindereisenbahn der Friedensfahne eröffnet. Sie war damit die zweite Kindereisenbahn in Bulgarien (die erste befindet sich nach dem Entwurf von Ing. Walentina Jotschkowa in Kardschali und ist noch in Betrieb). Für die Eröffnung wurden 25 Eintrittskarten gedruckt und Ehrenabzeichen an offizielle Gäste verteilt. Die Kindereisenbahn wurde 1997 vorübergehend geschlossen.
Nachdem sie aufgrund eines Beschlusses der Kommunalversammlung generalüberholt worden war, wurde sie am 22. September 2007 als Kindereisenbahn wiedereröffnet. Die Strecke wurde 2013 repariert und die Batterie der Lokomotive wurde durch eine leistungsfähigere ersetzt, so dass seitdem sechs Fahrten pro Tag möglich sind.

## Betrieb
Der Zug hat eine Kapazität von ca. 50 Sitzplätzen. Es besteht aus einer Lokomotive und 3 Wagen. Die Schienenfahrzeuge wurden im Ausbesserungswerk Plowdiw gebaut. Der Tunnel dient als Depot für den Zug. Die Fahrt vom Bahnhof Pionier zum Bahnhof Panorama und zurück dauert 25 Minuten. Die Höchstgeschwindigkeit beträgt 8,5 km/h.

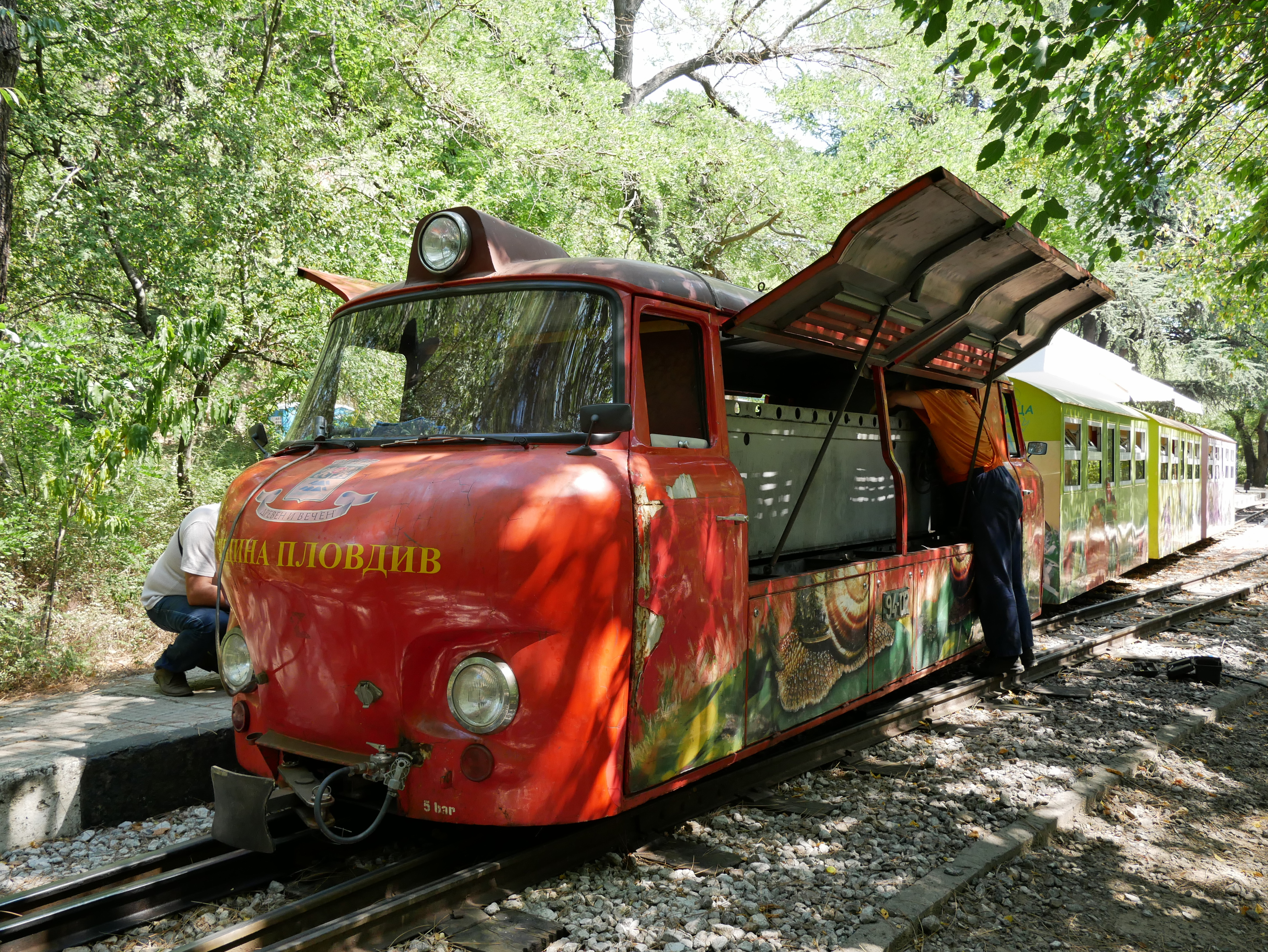
Die Akkulokomotive mit geöffneter Seitenwand
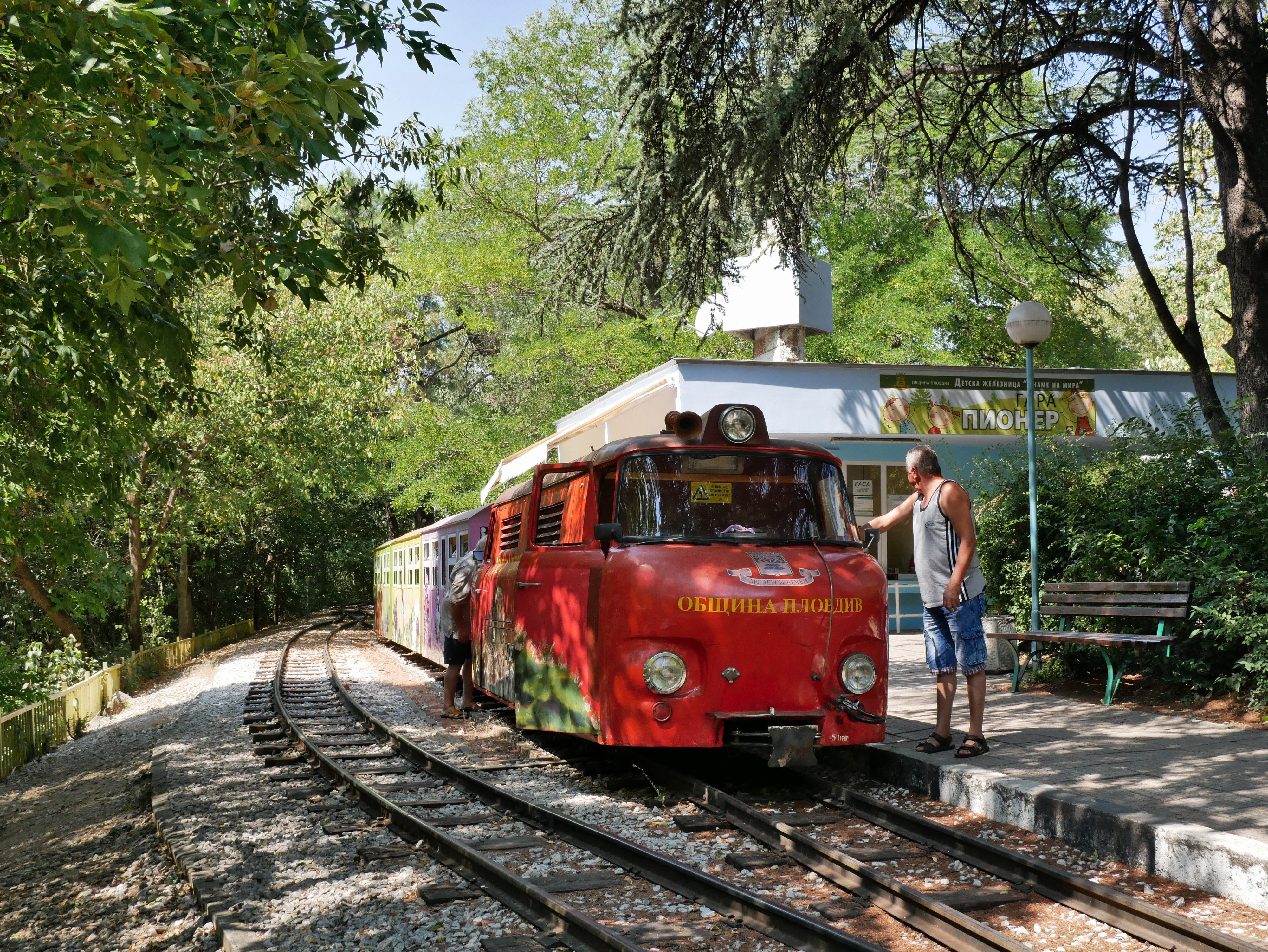
Bahnhof Pionier (2019)
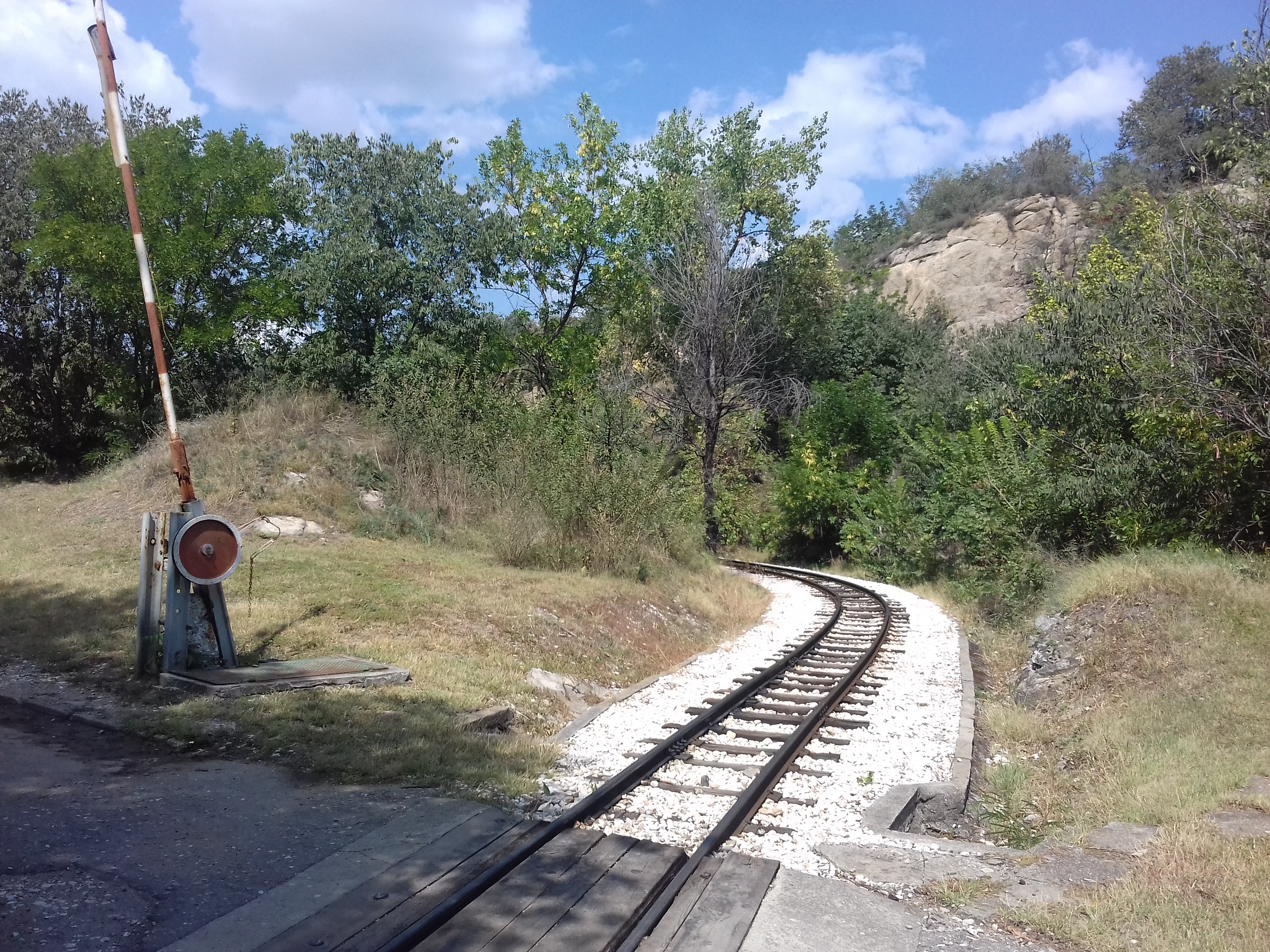
Streckengleis mit Schranken (2018)